# Європейський банк реконструкції та розвитку
Європейський банк реконструкції та розвитку (Євробанк, ЄБРР, англ. European Bank for Reconstruction and Development) — міжнародний фінансово-кредитний інститут, який надає допомогу країнам від Центральної Європи до Центральної Азії для проведення ринкових реформ, активного інтегрування економік цих країн у міжнародні господарські зв'язки.
Створений у 1991. Штаб-квартира — в Лондоні, Сполучене Королівство.

## Акціонери та цільові країни

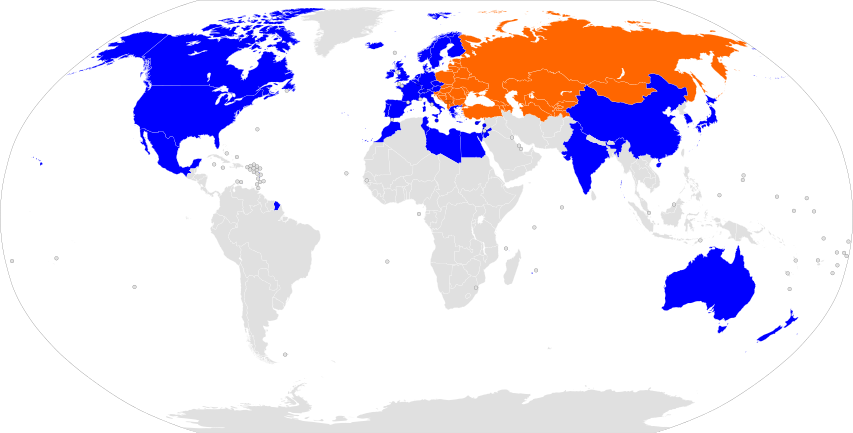
Країни-учасниці Європейського банку реконструкції та розвитку
Країни-донори
Країни-одержувачі інвестицій

Акціонерами Банку є 72 держави, Європейська комісія та Європейський інвестиційний банк. Капітал — 30 млрд євро. Фінансує 29 країн. Країнам ЄС належить 55,12 % капіталу, США — 10 %, Японії — 8,52 %, країнам операцій — 11,78 % (в тому числі Україні — 0,8 %), іншим акціонерам — 14,58 %. Кожна країна-член представлена у Раді керівників та Раді директорів Банку. Збори акціонерів проводяться щорічно у квітні-травні почергово в Лондоні (у непарні роки) та в одній із країн-членів банку (у парні роки). Сьомі щорічні збори (1998 р.) відбулися в Києві.
В Україні ЄБРР має дипломатичний статус і статус привілейованого кредитора.
28 березня 2022 Банк оголосив про закриття своїх офісів у Москві та Мінську через російське вторгнення в Україну, а також  висловив підтримку Україні й узгодив початковий пакет допомоги у 2 мільярди євро для України та інших країн, які постраждали від війни.

## Управління
Усі повноваження щодо управління ЄБРР покладені на Раду керівників на чолі з Головою і двома заступниками. Вона складається з міністрів фінансів або керівників центральними банками країн-учасниць і представників від ЄС і ЄІБ. Рада керівників делегує ряд своїх повноважень Раді директорів, яка відповідає за поточну діяльність Банку.
До Ради директорів входять Президент, три віцепрезиденти і 23 директори. Кожен віцепрезидент координує діяльність тієї чи іншої територіальної групи. Україна, разом із Румунією, Боснією і Герцеговиною та Хорватією, входить до складу групи Південної і Східної Європи (BGCEE). Діяльністю територіальних груп керує Банківський департамент.
19 квітня 2008 обраний п'ятий за рахунком президент Томас Міров. Він замінив Жана Лємьєра, який був президентом протягом восьми років.
6-й Президент — Сума Чакрабарті обраний Радою керівників Банку на чотирирічний термін (з 3 липня 2012), а в травні 2016 року переобраний на другий чотирирічний термін.

## Принцип роботи
Свою діяльність Банк будує за стратегією керованого зростання, на основі жорсткого дотримання здорових банківських принципів.
ЄБРР працює лише на комерційних засадах. На відміну від МВФ, надає тільки цільові кредити під конкретні проєкти приватним і державним структурам на потреби розвитку економіки. 60 % позичкових засобів спрямовуються у приватний і 40 % — у державний сектор. Крім цільових кредитів ЄБРР здійснює прямі інвестиції, а також надає технічну допомогу (консультації, курси навчання банкірів та менеджерів, допомога в організації систем розподілу продовольства). Спеціальних коштів для надання технічної допомоги ЄБРР не має, тому залучає інші ресурси, в тому числі із створених у країнах ЄС спеціальних фондів, міжнародних організацій.

## ЄБРР в Україні
З 2012 року дирекцію ЄБРР в Україні очолює Шевки Аджунер. Один із пріоритетних напрямків — фінансування проєктів модернізації систем теплопостачання, зокрема муніципальних. Першим цільовий кредит отримала міська рада Тернополя (10 мільйонів євро).

2 грудня 2014 року у Львові на вул. Дудаєва, 20 відкрився єдиний регіональний операційний офіс — представництво ЄБРР в Україні. Початково офіс займався лише реалізацією Програми підтримки розвитку малого та середнього бізнесу на всьому Західному регіоні Україні, проте поступово він візьме на себе більші повноваження та з часом буде функціонувати як повноцінний офіс ЄБРР.
|                                                                                  |  |  |
| Пам'ятна монета, присвячена Щорічним зборам Ради Керуючих ЄБРР у Києві 1998 року |  |  |

## Участь України у Європейському банку реконструкції та розвитку
- Дата набуття Україною членства: 14.07.1992 р.;
- Підстава для набуття членства в міжнародній організації: Указ Президента України від 14.07.1992 № 379 «Про членство України в Європейському банку реконструкції та розвитку»;
- Статус членства: Повноправний член;
- Характер фінансових зобов'язань України: Фінансові зобов'язання відсутні;
- Центральний орган виконавчої влади, відповідальний за виконання фінансових зобов'язань: Міністерство фінансів України.[8]

## Президенти банку
- Квітень 1991 — липень 1993: Жак Атталі (фр. Jacques Attali)
- Липень 1993 — вересень 1993: в. о. Рон Фрімен (англ. Ron Freeman)
- Вересень 1993 — січень 1998: Жак де Ларозьєр (фр. Jacques de Larosière)
- Січень 1998 — вересень 1998: в. о. Чарльз Френк (англ. Charles Frank)
- Вересень 1998 — квітень 2000: Горст Келер (нім. Horst Köhler)
- Квітень 2000 — липень 2000: в. о. Чарльз Фрэнк (англ. Charles Frank)
- Липень 2000 — липень 2008: Жан Лемьєр (фр. Jean Lemierre)
- Липень 2008 — травень 2012: Томас Міров (нім. Thomas Mirow)
- Травень 2012 — липень 2020: Сума Чакрабарті
- листопада 2020 — нині на посаді: Оділь Рено-Бассо

## Країни, в яких оперує Банк
| - Албанія - Вірменія - Азербайджан - Білорусь - Боснія і Герцеговина - Болгарія - Хорватія - Естонія - Північна Македонія | - Грузія - Казахстан - Киргизстан - Латвія - Литва - Молдова - Польща - Чехія - Словаччина | - Румунія - Росія - Сербія - Словенія - Таджикистан - Туркменістан - Україна - Угорщина - Узбекистан |

### Акціонери
| акціонер                        | дата приєднання  | капітал      |
| ------------------------------- | ---------------- | ------------ |
| Албанія                         | 18 грудня 1991   | €30010000    |
| Алжир                           | 19 жовтня 2021   | €2030000     |
| Вірменія                        | 7 грудня 1992    | €14990000    |
| Австралія                       | 30 березня 1991  | €300140000   |
| Австрія                         | 28 березня 1991  | €684320000   |
| Азербайджан                     | 25 вересня 1992  | €30020000    |
| Білорусь                        | 10 червня 1992   | €60020000    |
| Бельгія                         | 10 квітня 1991   | €684320000   |
| Боснія і Герцеговина            | 17 червня 1996   | €50710000    |
| Болгарія                        | 28 березня 1991  | €237110000   |
| Канада                          | 28 березня 1991  | €1020490000  |
| КНР                             | 15 січня 2016    | €29000       |
| Хорватія                        | 15 квітня 1993   | €109420000   |
| Кіпр                            | 28 березня 1991  | €30010000    |
| Чехія                           | 1 січня 1993     | €256110000   |
| Данія                           | 28 березня 1991  | €360170000   |
| Єгипет                          | 28 березня 1991  | €21010000    |
| Естонія                         | 28 лютого 1992   | €30010000    |
| Європейський інвестиційний банк | 28 березня 1991  | €900440000   |
| Європейський Союз               | 28 березня 1991  | €900440000   |
| Фінляндія                       | 28 березня 1991  | €375180000   |
| Франція                         | 28 березня 1991  | €2556510000  |
| Грузія                          | 4 вересня 1992   | €30010000    |
| Німеччина                       | 28 березня 1991  | €2556510000  |
| Греція                          | 29 березня 1991  | €195080000   |
| Угорщина                        | 28 березня 1991  | €237110000   |
| Ісландія                        | 29 травня 1991   | €30010000    |
| Індія                           | 11 липня 2018    | €9860000     |
| Ірландія                        | 28 березня 1991  | €90040000    |
| Ізраїль                         | 28 березня 1991  | €195080000   |
| Італія                          | 28 березня 1991  | €2556510000  |
| Японія                          | 2 квітня 1991    | €2556510000  |
| Йорданія                        | 29 грудня 2011   | €9860000     |
| Казахстан                       | 27 липня 1992    | €69020000    |
| Косово                          | 17 грудня 2012   | €5800000     |
| Киргизстан                      | 5 червня 1992    | €21010000    |
| Латвія                          | 18 березня 1992  | €30010000    |
| Ліван                           | 17 липня 2017    | €9860000     |
| Лівія                           | 16 липня 2019    | €9860000     |
| Ліхтенштейн                     | 28 березня 1991  | €5990000     |
| Литва                           | 5 березня 1992   | €30010000    |
| Люксембург                      | 28 березня 1991  | €60020000    |
| Мальта                          | 28 березня 1991  | €2100000     |
| Мексика                         | 28 березня 1991  | €45010000    |
| Молдова                         | 5 травня 1992    | €30010000    |
| Монголія                        | 9 жовтня 2000    | €2990000     |
| Чорногорія                      | 3 червня 2006    | €5990000     |
| Марокко                         | 28 березня 1991  | €24640000    |
| Нідерланди                      | 28 березня 1991  | €744350000   |
| Нова Зеландія                   | 19 серпня 1991   | €10500000    |
| Північна Македонія              | 21 квітня 1993   | €17620000    |
| Норвегія                        | 28 березня 1991  | €375180000   |
| Польща                          | 28 березня 1991  | €384180000   |
| Португалія                      | 5 квітня 1991    | €126050000   |
| Румунія                         | 28 березня 1991  | €144070000   |
| Росія                           | 9 квітня 1992    | €1200580000  |
| Сан-Марино                      | 7 червня 2019    | €2030000     |
| Сербія                          | 19 січня 2001    | €140310000   |
| Словаччина                      | 1 січня 1993     | €128070000   |
| Словенія                        | 23 грудня 1992   | €62950000    |
| Південна Корея                  | 28 березня 1991  | €300140000   |
| Іспанія                         | 28 березня 1991  | €1020490000  |
| Швеція                          | 28 березня 1991  | €684320000   |
| Швейцарія                       | 29 березня 1991  | €684320000   |
| Таджикистан                     | 16 жовтня 1992   | €21010000    |
| Туніс                           | 29 грудня 2011   | €9860000     |
| Туреччина                       | 28 березня 1991  | €345150000   |
| Туркменістан                    | 1 червня 1992    | €2100000     |
| Україна                         | 13 квітня 1992   | €240110000   |
| ОАЕ                             | 23 вересня 2021  | €2030000     |
| Велика Британія                 | 28 березня 1991  | €2556510000  |
| США                             | 28 березня 1991  | €3001480000  |
| Узбекистан                      | 30 квітня 1992   | €44120000    |
| 71+2 загалом                    | (28 червня 1991) | €29748890000 |

## Виноски
1. ↑  In response to the 2022 Russian invasion of Ukraine, the Board of Governors of EBRD has decided to suspend access to the bank's resources by both Russian and Belarusian entities,[9] and closed the bank's offices in both capitals Moscow and Minsk,[10] but both countries are still legitimate shareholders.